# Michałów-Reginów
Michałów-Reginów (prononciation : [miˈxawuf rɛˈɡinuf]) est un village polonais de la gmina de Wieliszew dans le powiat de Legionowo de la voïvodie de Mazovie dans le centre-est de la Pologne.
Il se situe à environ 4 kilomètres au sud de Wieliszew (siège de la gmina), 5 kilomètres au nord-est de Legionowo (siège du powiat) et à 23 kilomètres au nord de Varsovie (capitale de la Pologne).
Le village possède approximativement une population de 1318 habitants en 2006.

## Histoire
De 1975 à 1998, le village appartenait administrativement à la voïvodie de Varsovie.